# Павлинов, Николай Иванович
Николай Иванович Павлинов (1863 — ?) — земский начальник, депутат Государственной думы IV созыва от Калужской губернии.

## Биография
Родился 1 апреля 1863 года[по какому календарю?]. В 1886 году окончил естественное отделение физико-математического факультета Санкт-Петербургского университета со званием кандидат естественных наук. С 1887 по 1893 год служил преподавателем Рижского реального училища императора Петра I. В 1893—1898 годах жил в имении жены в селе Никольское Медынского уезда Калужской губернии, где занимался сельским хозяйством. После 1898 года служил инспектором народных училищ в Лифляндской, Тверской и Калужской губерниях. Состоял членом Медынского училищного совета. Был избран гласным Медынского уездного и Калужского губернских земств. В политических партиях не состоял. Совладелец земли площадью 335 десятин. Имел чин статского советника. К моменту избрания в Думу был уже вдов.
На выборах в Государственную думу IV созыва был выборщиком по Медынскому уезду Калужской губернии от 2-го съезда городских избирателей, но в депутаты Государственной Думы по выборам не прошёл. После сложения полномочий членом Думы Л. Н. Новосильцевым 19 августа 1913 избран на дополнительных выборах от 1-го и 2-го съездов городских избирателей на освободившееся депутатское место. Вошёл в состав фракции Прогрессистов. Состоял в думских комиссиях по запросам, по народному образованию, для выработки законопроекта о печати, по исполнению государственной росписи доходов и расходов, по военным и морским делам. С августа 1915 до 31 октября 1916 состоял в Прогрессивном блоке.
Тяжело заболев, прервал с 15 июля 1916 года, работу в Думе. Н. И. Павлинова разбил правосторонний паралич. Точная дата его смерти неизвестна.
После Октябрьской революции наследники Павлинова вели Никольском отдельные сельские хозяйства, впоследствии организовав кооператив. Открыли приёмный покой (сельскую больницу) для крестьян. В доме имения Павлиновых до 1972 года располагалась Никольская школа.

## Семья
- Жена — Мария Иосифовна Павлинова, урожденная Белявская[источник не указан 3450 дней] (? — до 1913)[1].
  - Дети — Анатолий (1889—?), Николай (1892—?), Ольга (1895—?) [источник не указан 3450 дней][2].

### Рекомендуемые источники
- Государственная дума: 4-й созыв, 2-я сессия: Справочник 1914 года. Выпуск 7. СПб., 1914. С. 76-77;
- Российский государственный исторический архив. Фонд 1278. Опись 5. Дело 1294; Опись 9. Дело 585.